# Liste des préfets de la Seine-Maritime
Liste des préfets du département français de la Seine-Maritime. Le siège de la préfecture est à Rouen.
Le préfet de la Seine-Maritime est aussi le préfet de la région Haute-Normandie devenu la région Normandie depuis le 1er janvier 2016.

## Préfets napoléoniens (1800-1814 et 1815)
| Période      | Période         | Identité                       | Fonction précédente                                            | Observation                                                       |
| ------------ | --------------- | ------------------------------ | -------------------------------------------------------------- | ----------------------------------------------------------------- |
| 2 mars 1800  | 11 mars 1806    | Jacques Beugnot                | Conseiller intime du ministre de l'Intérieur Lucien Bonaparte  | Nommé conseiller d'État                                           |
| 21 mars 1806 | 12 février 1812 | Jacques-Fortunat Savoye-Rollin | Préfet de l'Eure                                               | Suspendu de ses fonctions. Devient en 1813 préfet des Deux-Nèthes |
| 20 mars 1812 | 17 mai 1815     | Cécile Stanislas de Girardin   | Membre du Corps Législatif                                     | Maintenu à la première restauration et confirmé aux Cent Jours    |
| 17 mai 1815  | 11 juillet 1815 | Charles Cochon de Lapparent    | Membre du Grand conseil d'administration du Sénat conservateur | Cent-Jours, destitué à la seconde restauration                    |

## Préfets de la Restauration (1814-1815 et 1815-1830)
| Période         | Période          | Identité                          | Fonction précédente | Observation                                                           |
| --------------- | ---------------- | --------------------------------- | --- | --------------------------------------------------------------------- |
| 2 août 1815     | 1818             | Joseph François René de Kergariou | Préfet du Bas-Rhin | nommé Conseiller d'État le 4 juillet 1818                             |
| 15 juillet 1818 | 19 juillet 1820  | Louis Malouet                     | Préfet du Pas-de-Calais | Nommé préfet du Bas-Rhin                                              |
| 19 juillet 1820 | 3 mars 1828      | Charles-Achille de Vanssay        | Préfet de la Manche | nommé préfet de la Loire-Inférieure                                   |
| 3 mars 1828     | non installé     | Claude Florimond Esmangart        | Préfet du Bas-Rhin | non-acceptant, il reste préfet du Bas-Rhin.                           |
| 30 mars 1828    | 1er août 1830    | Géraud de Murat                   | Préfet du Nord | Élu député du Nord                                                    |
| 1er août 1830   | 17 novembre 1830 | Achille Libéral Treilhard         | Auditeur au Conseil d'État, secrétaire général de la Seine, préfet du Monserrat et Préfet des Bouches-de-l'Èbre, préfet du Gers (1815), préfet de la Haute-Garonne (1815) | Nommé préfet de Police (1830), conseiller à la cour d’appel de Paris. |

## Préfets de la monarchie de Juillet
| Période          | Période         | Identité              | Fonction précédente                                                      | Observation                                                            |
| ---------------- | --------------- | --------------------- | ------------------------------------------------------------------------ | ---------------------------------------------------------------------- |
| 17 novembre 1830 | 17 février 1848 | Henri Dupont-Delporte | Préfet du Nord pendant les Cent-Jours, en 1815 rentré dans la vie privée | Devient en 1831 Conseiller d'État. En 1848, rentré dans la vie privée. |

## Préfets et commissaires du gouvernement de la Deuxième République (1848-1851) et du Second Empire (1851-1870)
| Période          | Période          | Identité                                       | Fonction précédente                                | Observation |
| ---------------- | ---------------- | ---------------------------------------------- | -------------------------------------------------- | --- |
| 25 février 1848  | avril 1848       | Charles Frédéric Deschamps                     | Avocat à Rouen                                     | Commissaire du Gouvernement provisoire Échoue aux élections à la Constituante Canton d'Elbeuf Chevalier de la Légion d'honneur en 1866. |
| 30 avril 1848    | 31 décembre 1848 | Hippolyte Dussard                              | Économiste, journaliste au Journal des économistes | (Commissaire du Gouvernement, puis préfet)                                                                                              |
| 31 décembre 1848 | 5 septembre 1870 | Ernest Hilaire Le Roy, 2e baron de Boisaumarié | Préfet des Landes (1847-1848)                      | En fonction jusqu'à sa retraite, le 4 septembre 1870                                                                                    |

## Préfets de la Troisième République (1870-1940)
| Période           | Période           | Identité                        | Fonction précédente | Observation |
| ----------------- | ----------------- | ------------------------------- | --- | --- |
| 5 septembre 1870  | 10 janvier 1871   | Louis Desseaux                  | Député de Seine-Maritime | remplacé par les Prussiens, reprend sa carrière d'avocat                                                                                          |
| 10 janvier 1871   | 1871              | Étienne Nétien                  | Maire de Rouen | installé par les Prussiens |
| 10 janvier 1871   | 7 février 1871    | Sadi Carnot                     | Ingénieur des ponts et chaussées, au bureau d'études topographiques à Bordeaux                                                          | Élu Député de la Côte-d'Or. Sera ministre et Président de la République                                                                           |
| 21 mars 1871      | 21 mars 1876      | Pierre Lizot                    | Conseiller général de Saint-Romain-de-Colbosc                                                                                           | (1re période). Nommé Préfet du Nord |
| 21 mars 1876      | 19 mai 1877       | Henri Limbourg                  | Préfet de Seine-et-Oise | (1re période). Nommé procureur général à Paris, non-acceptant, il est sans fonction jusqu'à sa renomination                                       |
| 19 mai 1877       | 18 décembre 1877  | Pierre Lizot                    | Préfet du Nord | (2e période), révoqué après les élections législatives devient sénateur de la Seine-Maritime en 1882                                              |
| 18 décembre 1877  | 17 novembre 1880  | Henri Limbourg                  | Sans fonction | (2e période). Devient avocat à Paris |
| 17 novembre 1880  | 27 mai 1882       | Félix Renaud                    | Préfet de la Loire | Nommé Directeur général des contributions indirectes                                                                                              |
| 27 mai 1882       | 7 février 1900    | Ernest Hendlé                   | Préfet de Saône-et-Loire | Mort en fonction |
| 13 février 1900   | 9 septembre 1902  | Georges Mastier                 | Directeur de l'administration départementale et communale et conseiller d'État                                                          | Nommé préfet des Bouches-du-Rhône |
| 9 septembre 1902  | 20 octobre 1911   | Eugène Chrysostome Fosse        | Préfet de la Charente-Inférieure | Passe à la retraite pour cause d'infirmités |
| 20 octobre 1911   | 16 mars 1915      | Théodore Brelet                 | Préfet de la Loire | Nommé conseiller d'État et préfet honoraire |
| 16 mars 1915      | 31 mars 1918      | Alfred Morain                   | Directeur du personnel au ministère de l’Intérieur                                                                                      | Nommé préfet de la Somme ad interim, puis définitif                                                                                               |
| 2 avril 1918      | 1er juillet 1918  | Pierre Marraud                  | Directeur général au ministère de la guerre et conseiller d'État                                                                        | (Préfet pour la durée de la guerre). Sera sénateur (1920) et ministre (1921)                                                                      |
| 19 juin 1918      | 1er novembre 1924 | Charles Antoine Lallemand       | Conseiller d'État | Passe à la retraite |
| 1er novembre 1924 | 15 septembre 1925 | Paul Bouju                      | Préfet de la Loire-Inférieure | Nommé préfet de la Seine |
| 15 septembre 1925 | 16 août 1930      | François Ceccaldi               | Préfet de la Loire | Muté à la disposition du ministre |
| 16 août 1930      | 11 mai 1934       | Joseph Desmars                  | Préfet de l'Isère | Passe à la retraite |
| 19 mai 1934       | non-installé      | Isaac Albert Marcel Bernard     | Directeur général de la caisse générale de garantie auprès du ministre du travail et de la prévoyance sociale                           | Maintenu en fonction au ministère |
| 19 mai 1934       | 21 septembre 1935 | Georges Le Beau                 | Préfet de l'Oise | Nommé Gouverneur général de l'Algérie |
| 21 septembre 1935 | 24 mars 1938      | François Graux                  | Préfet de la Haute-Garonne | Nommé préfet des Bouches-du-Rhône |
| 24 mars 1938      | 20 avril 1938     | Yves Jean Marie Pierre Berthoin | Préfet de la Marne | Directeur du personnel et de l'administration générale, chargé concurremment des fonctions de Secrétaire général                                  |
| 20 avril 1938     | 4 septembre 1940  | Roger Verlomme                  | Délégué dans les fonctions de Secrétaire général du ministère de l'Intérieur (Marx Dormoy) et chargé de la direction du cabinet du même | Du 14 au 19 juin 1940 replié sur Caen. Sera pendant la guerre directeur administratif de l'asile Sainte-Anne et de nouveau préfet après la guerre |

## Préfets de Vichy (1940-1944)
| Période          | Période         | Identité         | Fonction précédente                               | Observation |
| ---------------- | --------------- | ---------------- | ------------------------------------------------- | --- |
| 4 septembre 1940 | 30 juin 1941    | René Bouffet     | Préfet de la Manche                               | Préfet régional à Rouen de 30 juin 1941 à 19 août 1942, ensuite nommé préfet de la Seine, arrêté 21 août 1944.                        |
| 14 novembre 1941 | 7 mars 1942     | Joseph Bourgeois | Préfet de l'Yonne                                 | Préfet délégué. Nommé membre du tribunal d'État                                                                                       |
| 19 août 1942     | 24 janvier 1943 | André Parmentier | Préfet des Vosges                                 | Préfet régional à Rouen de 3 septembre 1942 à 24 janvier 1943, ensuite nommé directeur général de la police nationale                 |
| 12 mai 1943      | 24 janvier 1944 | André Pujes      | Secrétaire général du Rhône pour l'administration | Préfet délégué. Nommé préfet du Pas-de-Calais                                                                                         |
| 24 janvier 1944  | 17 juin 1944    | Louis Dramard    | Préfet de la Nièvre                               | Préfet régional à Rouen. En mai 1945, révoqué sans pension et nomination de préfet et promotions ultérieures annulées                 |
| 24 janvier 1944  | 15 mai 1944     | Pierre Guérin    | Sous-préfet du Havre                              | Préfet délégué. Arrêté le 15 mai et emprisonné par les Allemands. Devient le 1er août 1944 contrôleur général du service des réfugiés |

## Préfets et commissaires de la République duGPRFet de la Quatrième République (1944-1958)
| Période            | Période         | Identité              | Fonction précédente                                                                        | Observation                                                                                                  |
| ------------------ | --------------- | --------------------- | ------------------------------------------------------------------------------------------ | --- |
| 1er septembre 1944 | 21 janvier 1945 | Paul Haag             | Directeur régional de la santé et de l'assistance à Rouen                                  | (D'abord sous le pseudonyme Bonnet Henri). Nommé Commissaire de la République de la région de Marseille      |
| 22 janvier 1945    | 21 janvier 1946 | Jean Moyon            | Préfet des Alpes-Maritimes                                                                 | Nommé Secrétaire général et directeur du personnel, puis en septembre 1946 nommé préfet des Bouches-du-Rhône |
| 3 juillet 1945     | 6 mai 1946      | Edmond Antoine Dauzet | Secrétaire général de la Seine-Inférieure                                                  | Délégué dans les fonctions de préfet, à partir du 7 mars préfet ad imterim. Nommé en 1947 préfet de l'Ariège |
| 30 mars 1946       | 10 juillet 1954 | Jean Mairey           | Commissaire de la République de la région de Dijon p.i. (pour J. Bouhey, blessé de guerre) | Résistant. Nommé directeur général de la sûreté nationale                                                    |
| 16 juillet 1954    | 22 octobre 1959 | Robert Hirsch         | Directeur général de la sûreté nationale                                                   | Nommé préfet du Nord                                                                                         |

## Préfets de la Cinquième République
| Période          | Période          | Identité                      | Fonction précédente                                                            | Observation |
| ---------------- | ---------------- | ----------------------------- | ------------------------------------------------------------------------------ | --- |
| 22 octobre 1959  | 12 juillet 1967  | Pierre Chaussade              | Préfet de l'Hérault                                                            | coordonnateur de la région Haute-Normandie en 1961, puis premier préfet de cette région en 1964 Nommé préfet de la région Lorraine, préfet de la Moselle |
| 12 juillet 1967  | 15 juin 1970     | Jean Tomasi                   | Préfet du Pas-de-Calais                                                        | Passe à la retraite |
| 15 juin 1970     | 11 décembre 1973 | Jean-Gabriel Eriau            | Préfet du Pas-de-Calais                                                        | Nommé haut commissaire de la République dans l'Océan Pacifique et aux Nouvelles-Hébrides, gouverneur de la Nouvelle-Calédonie et dépendances             |
| 11 décembre 1973 | 3 décembre 1974  | Jean Taulelle                 | Préfet de la région Languedoc-Roussillon, préfet de l'Hérault                  | Nommé Préfet de Paris |
| 20 mars 1974     | 25 avril 1977    | Claude Boitel                 | Directeur général des affaires politiques et de l'administration du territoire | Nommé Conseiller d'État |
| 25 avril 1977    | 29 juillet 1982  | Pierre Bolotte                | Directeur général des collectivités locales                                    | Nommé conseiller maître à la Cour des comptes |
| 29 juillet 1982  | 17 juillet 1985  | Alain Gerolami                | Préfet de Saône-et-Loire                                                       | Nommé Conseiller maître à la cour des comptes |
| 31 juillet 1985  | 1986             | Claude Silberzahn             |                                                                                | |
| 29 octobre 1986  | 19 novembre 1992 | Jean-Claude Quyollet          | Préfet de la Haute-Vienne                                                      | Nommé président de la Société des Autoroutes du sud |
| 19 novembre 1992 | 26 février 1997  | Jean-Paul Proust              | Préfet de la région Limousin, préfet de la Haute-Vienne                        | Nommé préfet de la région Provence-Alpes-Côte d'Azur, préfet de la zone de défense Sud, préfet des Bouches-du-Rhône                                      |
| 13 février 1997  | 20 août 1998     | François Lépine               | Préfet du Doubs                                                                | Nommé préfet de la Côte-d'Or |
| 22 août 1998     | 22 décembre 2002 | Bruno Fontenaist              | Préfet de la région Poitou-Charentes, préfet de la Vienne                      | Passe à la retraite |
| 22 décembre 2002 | 11 juillet 2004  | Jean Aribaud                  | Préfet de la Seine-Saint-Denis                                                 | Nommé préfet de la région Nord - Pas-de-Calais, préfet de la zone de défense Nord, préfet du Nord                                                        |
| 11 juillet 2004  | 23 juin 2006     | Daniel Cadoux                 | Préfet de la région Bourgogne, préfet de la Côte-d'Or                          | Nommé président du conseil d'administration et directeur général de Charbonnages de France                                                               |
| 14 juillet 2006  | 8 juin 2007      | Jean-François Carenco         | Directeur du cabinet du Ministre de l'emploi et de la solidarité               | Nommé conseiller spécial du ministre de l'économie, puis nommé en juillet préfet de la région Midi-Pyrénées, préfet de la Haute-Garonne                  |
| 20 juin 2007     | 11 décembre 2008 | Michel Thénault               | Préfet de la région Languedoc-Roussillon,préfet de l'Hérault                   | Nommé directeur du cabinet du ministre chargé de la mise en œuvre du plan de relance                                                                     |
| 9 janvier 2009   | 25 janvier 2012  | Rémi Caron                    | Préfet du Pas-de-Calais                                                        | Nommé conseiller d'Etat en service extraordinaire |
| 25 janvier 2012  | 19 décembre 2012 | Pierre de Bousquet de Florian | Préfet du Pas-de-Calais                                                        | Nommé préfet de la région Languedoc-Roussillon, préfet de l'Hérault                                                                                      |
| 18 janvier 2013  | 31 décembre 2015 | Pierre-Henry Maccioni         | Préfet du Val-d'Oise                                                           | Passe à la retraite |
| 1er janvier 2016 | 15 février 2017  | Nicole Klein                  | Préfète de la région Picardie et préfète de la Somme                           | Nommé préfète de la région Pays de la Loire, préfète de la Loire-Atlantique                                                                              |
| 15 février 2017  |                  | Fabienne Buccio               | Préfète de la Loire                                                            | |
| 1er avril 2019   | 11 janvier 2023  | Pierre-André Durand (d)       | Préfet de la Seine-Saint-Denis                                                 | Nommé préfet de la région Occitanie |
| 11 janvier 2023  |                  | Jean-Benoît Albertini         |                                                                                | |